# Michal Neuvirth
Michal Neuvirth, född 23 mars 1988 i Usti nad Labem, Socialistiska republiken Tjeckoslovakien 
, är en tjeckisk professionell ishockeymålvakt.
Neuvirth spelar för Philadelphia Flyers i NHL. Han har tidigare spelat på NHL–nivå för Washington Capitals, Buffalo Sabres och New York Islanders och på lägre nivåer för Hershey Bears i American Hockey League (AHL), South Carolina Stingrays i ECHL, HC Sparta Prag i Extraliga och Plymouth Whalers, Windsor Spitfires och Oshawa Generals i Ontario Hockey League (OHL).

## Spelarkarriär
Neuvirth draftades i andra rundan i 2006 års draft av Washington Capitals som 34:e spelare totalt.
Inför säsongen 2008–09 skrev Neuvirth kontrakt med Capitals i NHL. Neuvirth har fått spela en hel del i Washingtons farmarlag Hershey Bears i AHL.
Neuvirth vann Calder Cup-slutspelet i AHL med Bears år 2009, han blev även utsedd till slutspelets mest värdefulle spelare, MVP.

## Statistik
M = Matcher, V = Vinster, F = Förluster, O = Oavgjorda, ÖF = Förluster på övertid eller straffar, MIN = Spelade minuter, IM = Insläppta Mål, N = Hållit nollan, GIM = Genomsnitt insläppta mål per match, R% = Räddningsprocent

### Grundserie
| Källa: Uppdaterad: 2016-09-12 | Källa: Uppdaterad: 2016-09-12 | Källa: Uppdaterad: 2016-09-12 | Källa: Uppdaterad: 2016-09-12 | Källa: Uppdaterad: 2016-09-12 | Källa: Uppdaterad: 2016-09-12 | Källa: Uppdaterad: 2016-09-12 | Källa: Uppdaterad: 2016-09-12 | Källa: Uppdaterad: 2016-09-12 | Källa: Uppdaterad: 2016-09-12 | Källa: Uppdaterad: 2016-09-12 | Källa: Uppdaterad: 2016-09-12 | Källa: Uppdaterad: 2016-09-12 |  |
| Säsong                        | Lag                           | Liga                          | M                             | V                             | F                             | O                             | ÖF                            | MIN                           | IM                            | N                             | GIM                           | R%                            |  |
| ----------------------------- | ----------------------------- | ----------------------------- | ----------------------------- | ----------------------------- | ----------------------------- | ----------------------------- | ----------------------------- | ----------------------------- | ----------------------------- | ----------------------------- | ----------------------------- | ----------------------------- |  |
| 2006–2007                     | Plymouth Whalers              | OHL                           | 41                            | 26                            | 8                             | 4                             | —                             | 2223                          | 4                             | 86                            | 2.32                          | .932                          |  |
| 2007–2008                     | Plymouth Whalers              | OHL                           | 10                            | 5                             | 4                             | 1                             | —                             | 600                           | 26                            | 0                             | 2.60                          | .928                          |  |
|                               | Windsor Spifires              | OHL                           | 8                             | 6                             | 1                             | 1                             | —                             | 482                           | 17                            | 0                             | 2.12                          | .918                          |  |
|                               | Oshawa Generals               | OHL                           | 15                            | 6                             | 2                             | 6                             | —                             | 844                           | 57                            | 0                             | 4.05                          | .898                          |  |
| 2008–2009                     | Washington Capitals           | NHL                           | 5                             | 2                             | 1                             | —                             | 0                             | 220                           | 11                            | 0                             | 3.00                          | .892                          |  |
|                               | Hershey Bears                 | AHL                           | 17                            | 9                             | 5                             | 2                             | —                             | 1001                          | 45                            | 1                             | 2.70                          | .910                          |  |
|                               | South Carolina Stingrays      | ECHL                          | 13                            | 6                             | 7                             | 0                             | —                             | 762                           | 29                            | 2                             | 2.28                          | .918                          |  |
| 2009–2010                     | Washington Capitals           | NHL                           | 17                            | 9                             | 4                             | —                             | 0                             | 872                           | 40                            | 0                             | 2.75                          | .914                          |  |
|                               | Hershey Bears                 | AHL                           | 22                            | 15                            | 6                             | 0                             | —                             | 1231                          | 46                            | 1                             | 2.24                          | .919                          |  |
| 2010–2011                     | Washington Capitals           | NHL                           | 48                            | 27                            | 12                            | —                             | 4                             | 2689                          | 110                           | 4                             | 2.45                          | .914                          |  |
| 2011–2012                     | Washington Capitals           | NHL                           | 38                            | 13                            | 13                            | —                             | 5                             | 2020                          | 95                            | 3                             | 2.82                          | .903                          |  |
| 2012–2013                     | Washington Capitals           | NHL                           | 13                            | 4                             | 5                             | —                             | 2                             | 723                           | 33                            | 0                             | 2.74                          | .910                          |  |
|                               | HC Sparta Prag                | Extraliga                     | 24                            | 11                            | 13                            | 0                             | —                             | 1342                          | 55                            | 1                             | 2.46                          | .926                          |  |
| 2013–2014                     | Washington Capitals           | NHL                           | 13                            | 4                             | 6                             | —                             | 2                             | 767                           | 36                            | 0                             | 2.82                          | .914                          |  |
|                               | Hershey Bears                 | AHL                           | 1                             | 1                             | 0                             | 0                             | —                             | 60                            | 4                             | 0                             | 4.02                          | .892                          |  |
|                               | Buffalo Sabres                | NHL                           | 2                             | 0                             | 2                             | —                             | 0                             | 117                           | 5                             | 0                             | 2.56                          | .949                          |  |
| 2014–2015                     | Buffalo Sabres                | NHL                           | 27                            | 6                             | 17                            | —                             | 3                             | 1544                          | 77                            | 0                             | 2.99                          | .918                          |  |
|                               | New York Islanders            | NHL                           | 5                             | 1                             | 3                             | —                             | 1                             | 306                           | 15                            | 0                             | 2.94                          | .881                          |  |
| 2015–2016                     | Philadelphia Flyers           | NHL                           | 32                            | 18                            | 8                             | —                             | 4                             | 1826                          | 69                            | 3                             | 2.27                          | .924                          |  |
| NHL totalt                    | NHL totalt                    | NHL totalt                    | 200                           | 84                            | 71                            | —                             | 21                            | 11,085                        | 491                           | 10                            | 2.66                          | .914                          |  |
| AHL totalt                    | AHL totalt                    | AHL totalt                    | 40                            | 25                            | 11                            | 2                             | —                             | 2292                          | 95                            | 2                             | 2.98                          | .907                          |  |
| Extraliga totalt              | Extraliga totalt              | Extraliga totalt              | 24                            | 11                            | 13                            | 0                             | —                             | 1342                          | 55                            | 1                             | 2.46                          | .926                          |  |
| ECHL totalt                   | ECHL totalt                   | ECHL totalt                   | 13                            | 6                             | 7                             | 0                             | —                             | 762                           | 29                            | 2                             | 2.28                          | .918                          |  |
| OHL totalt                    | OHL totalt                    | OHL totalt                    | 74                            | 43                            | 15                            | 12                            | —                             | 4149                          | 186                           | 4                             | 2.77                          | .919                          |  |

### Slutspel
| Säsong     | Lag                 | Liga       | M  | V  | F  | MIN  | IM | N | GIM  | R%    |
| ---------- | ------------------- | ---------- | -- | -- | -- | ---- | -- | - | ---- | ----- |
| 2006–2007  | Plymouth Whalers    | OHL        | 18 | 14 | 3  | 1080 | 44 | 0 | 2.44 | .932  |
| 2007–2008  | Oshawa Generals     | OHL        | 9  | 7  | 2  | 507  | 21 | 0 | 2.49 | .932  |
| 2008–2009  | Hershey Bears       | AHL        | 22 | 16 | 6  | 1346 | 43 | 4 | 1.92 | .932  |
| 2009–2010  | Hershey Bears       | AHL        | 18 | 14 | 4  | 1133 | 39 | 1 | 2.07 | .920  |
| 2010–2011  | Washington Capitals | NHL        | 9  | 4  | 5  | 590  | 23 | 1 | 2.34 | .912  |
| 2014–2015  | New York Islanders  | NHL        | 1  | 0  | 0  | 11   | 0  | 0 | 0.00 | 1.000 |
| 2015–2016  | Philadelphia Flyers | NHL        | 3  | 2  | 1  | 178  | 2  | 1 | 0.67 | .981  |
| NHL totalt | NHL totalt          | NHL totalt | 13 | 6  | 6  | 779  | 25 | 2 | 1.92 | .933  |
| AHL totalt | AHL totalt          | AHL totalt | 40 | 30 | 10 | 2479 | 82 | 5 | 1.99 | .926  |
| OHL totalt | OHL totalt          | OHL totalt | 27 | 21 | 5  | 1587 | 65 | 0 | 2.46 | .932  |

## Meriter
- Vann Calder Cup med Hershey Bears 2009
- Jack Butterfield Trophy 2009